# ATP Challenger Dresden
Das ATP Challenger Dresden (offizieller Name: Ostdeutscher Sparkassen Cup) war ein Tennisturnier der ATP Challenger Tour, das von 2005 bis 2008 jährlich in Dresden stattfand. Gastgeber war der TC Blau-Weiß Dresden-Blasewitz, auf dessen Spielstätte im Waldpark Blasewitz es im Freien auf Sand gespielt wurde, nachdem bereits von 1993 bis 1998 ein Challenger-Turnier an gleicher Stelle stattgefunden hatte. 2012 sollte das Turnier wieder in Dresden aufgenommen werden, die Pläne wurde jedoch verworfen. Christopher Kas gewann als einziger Spieler das Turnier (im Doppel) zweimal.

## Liste der Sieger

### Einzel
| Jahr                         | Sieger             | Finalgegner       | Ergebnis      |
| ---------------------------- | ------------------ | ----------------- | ------------- |
| 2008                         | Andreas Beck       | Jun Woong-sun     | 2:6, 6:3, 7:5 |
| 2007                         | Juri Schtschukin   | Florian Mayer     | 7:65, 7:63    |
| 2006                         | Simon Greul        | Janko Tipsarević  | 7:62, 6:2     |
| 2005                         | Vasilis Mazarakis  | Boris Pašanski    | 6:3, 6:2      |
| 1999–2004: nicht ausgetragen |                    |                   |               |
| 1998                         | Dirk Dier          | Markus Hantschk   | 0:6, 6:1, 6:4 |
| 1997                         | Dick Norman        | Julián Alonso     | 6:4, 6:4      |
| 1996                         | Patrik Fredriksson | Galo Blanco       | 6:4, 6:4      |
| 1995                         | Kris Goossens      | Magnus Gustafsson | 6:4, 5:7, 7:5 |
| 1994                         | Marcelo Ríos       | Oliver Gross      | 5:7, 6:3, 6:3 |
| 1993                         | David Rikl         | Karsten Braasch   | 6:2, 6:4      |

### Doppel
| Jahr                         | Sieger                                 | Finalgegner                        | Ergebnis          |
| ---------------------------- | -------------------------------------- | ---------------------------------- | ----------------- |
| 2008                         | Daniel Brands Jun Woong-sun            | Ilija Bozoljac Dušan Vemić         | 2:6, 7:64, [10:6] |
| 2007                         | Tomas Behrend Christopher Kas (2)      | Jean-Baptiste Perlant Xavier Pujo  | 6:3, 6:4          |
| 2006                         | Yves Allegro Michal Mertiňák           | Christopher Kas Philipp Petzschner | 6:3, 6:0          |
| 2005                         | Christopher Kas (1) Philipp Petzschner | Bart Beks Martijn van Haasteren    | 6:72, 6:2, 6:4    |
| 1999–2004: nicht ausgetragen |                                        |                                    |                   |
| 1998                         | Pablo Albano Sander Groen              | Jamie Holmes Todd Larkham          | 6:4, 6:3          |
| 1997                         | Mark Merklein Jeff Salzenstein         | Cecil Mamiit Maurice Ruah          | 7:6, 6:1          |
| 1996                         | Ola Kristiansson Mårten Renström       | Ģirts Dzelde Tomas Nydahl          | 3:6, 6:2, 7:5     |
| 1995                         | Matt Lucena Nuno Marques               | Mike Bauer Jon Ireland             | 6:1, 6:4          |
| 1994                         | Royce Deppe Jack Waite                 | Trevor Kronemann Marcos Ondruska   | 6:4, 1:6, 6:3     |
| 1993                         | Hendrik Jan Davids Jewgeni Kafelnikow  | Michiel Schapers Daniel Vacek      | 6:3, 6:3          |